# Kolsjön (Gällareds socken, Halland)
Kolsjön är en sjö i Falkenbergs kommun i Halland och ingår i Ätrans huvudavrinningsområde.